# Zodarion lindbergi
Zodarion lindbergi är en spindelart som beskrevs av Roewer 1960. Zodarion lindbergi ingår i släktet Zodarion och familjen Zodariidae.
Artens utbredningsområde är Afghanistan. Inga underarter finns listade i Catalogue of Life.